# Благовешченск
Вижте пояснителната страница за други значения на Благовешченск.
Благовещенск (на руски: Благовещенск) е град в Русия, административен център на Амурска област.
Градът има население от 224 335 жители към 2016 г.

## История
Основан е като Уст-Зейски военен пост през 1856 година. Преименуван е на Благовешченск и получава статут на град и административен център на Амурска област с нарочен указ от император Александър II от 5 (17 юли) 1858 година.
Към края на XIX век градът се превръща във важно речно пристанище и промишлен център. На територията на областта е заселена амурска казашка войска. През 1900 година избухва конфликт с местните китайци, в резултат на което всички те са изселени от града.
В периода 1920 – 1922 г. (с Амурска област) е в състава на Далекоизточната република. През 1922 година Благовешченск влиза в РСФСР.

## Икономика
В града са развити редица отрасли на промишлеността: металургия, дърводобив, корабостроене и кораборемонт, електротехническа, дървообработваща, кибритена, спиртоварна и хранителна. Той е център на богат зърнопроизводителен район.
Снабдява се с електричество от Благовешченската ТЕЦ. Близостта на града с китайската граница обуславя засилена търговия с Китай. Благовешченск е важен железопътен възел, разполага с летище и речно пристанище.

## География
Благовешченск се намира на 7985 км източно от Москва. Разположен е на югозапад от Зейско-Буреинската равнина, на левия бряг на река Амур, при вливането на река Зея. На отсрещния бряг на Амур се намира китайският град Хъйхъ.

### Население
| 1868    | 1878    | 1888    | 1897    | 1898    | 1913    | 1923    |
| ------- | ------- | ------- | ------- | ------- | ------- | ------- |
| 3500    | 5000    | 20 000  | 32 600  | 40 000  | 70 000  | 56 100  |
| 1931    | 1939    | 1959    | 1967    | 1973    | 1975    | 1979    |
| 57 400  | 58 000  | 94 746  | 121 000 | 151 000 | 161 000 | 171 997 |
| 1982    | 1986    | 1989    | 1990    | 1991    | 1992    | 1993    |
| 183 000 | 196 000 | 205 553 | 207 000 | 211 000 | 214 000 | 213 000 |
| 1994    | 1995    | 1996    | 1998    | 2000    | 2002    | 2004    |
| 214 000 | 213 000 | 214 000 | 217 000 | 221 000 | 219 221 | 219 500 |
| 2006    | 2008    | 2010    | 2012    | 2014    | 2015    | 2016    |
| 212 200 | 207 300 | 214 390 | 215 736 | 220 077 | 224 192 | 224 335 |

### Климат
Благовешченск е разположен в зона на влажен умереноконтинентален климат, със студена зима и топло лято. Средната годишна температура е 1,6 °C.
| Климатични данни за Благовешченск     | Климатични данни за Благовешченск | Климатични данни за Благовешченск | Климатични данни за Благовешченск | Климатични данни за Благовешченск | Климатични данни за Благовешченск | Климатични данни за Благовешченск | Климатични данни за Благовешченск | Климатични данни за Благовешченск | Климатични данни за Благовешченск | Климатични данни за Благовешченск | Климатични данни за Благовешченск | Климатични данни за Благовешченск | Климатични данни за Благовешченск |
| Месеци                                | яну.                              | фев.                              | март                              | апр.                              | май                               | юни                               | юли                               | авг.                              | сеп.                              | окт.                              | ное.                              | дек.                              | Годишно                           |
| Абсолютни максимални температури (°C) | 0,2                               | 7,0                               | 20,3                              | 31,4                              | 34,7                              | 39,4                              | 37,7                              | 36,9                              | 33,5                              | 28,0                              | 13,4                              | 3,6                               | 39,4                              |
| Средни максимални температури (°C)    | −15,6                             | −9,5                              | −0,5                              | 11,0                              | 19,5                              | 25,5                              | 27,3                              | 25,1                              | 18,9                              | 9,1                               | −4,9                              | −14,7                             | 7,6                               |
| Средни температури (°C)               | −21,5                             | −16,3                             | −6,8                              | 4,7                               | 12,8                              | 19,3                              | 21,8                              | 19,6                              | 12,7                              | 3,2                               | −10                               | −19,8                             | 1,6                               |
| Средни минимални температури (°C)     | −26,2                             | −21,9                             | −12,6                             | −1,2                              | 6,6                               | 13,6                              | 17,2                              | 15,1                              | 7,6                               | −1,5                              | −14,1                             | −24,1                             | −3,5                              |
| Абсолютни минимални температури (°C)  | −44,5                             | −45,4                             | −35,7                             | −17,7                             | −7,5                              | 0,1                               | 8,2                               | 4,4                               | −4,3                              | −24,8                             | −32,9                             | −41,2                             | −45,4                             |
| Средни месечни валежи (mm)            | 7                                 | 5                                 | 11                                | 31                                | 45                                | 85                                | 134                               | 122                               | 62                                | 25                                | 14                                | 10                                | 551                               |
| ------------------------------------- | --------------------------------- | --------------------------------- | --------------------------------- | --------------------------------- | --------------------------------- | --------------------------------- | --------------------------------- | --------------------------------- | --------------------------------- | --------------------------------- | --------------------------------- | --------------------------------- | --------------------------------- |
| Източник: Погода и Климат             |                                   |                                   |                                   |                                   |                                   |                                   |                                   |                                   |                                   |                                   |                                   |                                   |                                   |

## Образование
В Благовешченск са разположени следните висши училища:
- Амурски държавен университет
- Амурска държавна медицинска академия
- Благовешченски държавен педагогически университет
- Благовешченско висше танково командно училище
- Далекоизточен държавен аграрен университет
- Далекоизточно висше военно командно училище „К.К.Рокоссовски“
- Филиал на Московксата академия по бизнес
- Филиал на Новосибирската държавна академия по воден транспорт
- Амурски филиал на академията по осигуряването на кадри
- Амурски филиал на морския държавен университет „Г.И.Невелски“
- Благовешченски филиал на Съвременнта хуманитарна академия
- Благовешченски филиал на Хабаровската държавна академия по икономика и право
- Филиал на Московския държавен технически университет

## Побратимени градове
- Хейхе, КНР
- Удалянчи, КНР